# رهاب النباتيين
رهاب النباتيين هو النفور الشديد والكره تجاه الأشخاص النباتيين. بدأت هذه الظاهرة بالانتشار في مطلع القرن الـ 21 على نطاق اجتماعي واسع. أجري استطلاع في المملكة المتحدة عام 2007 تحت عنوان «رهاب النباتيين: الحديث البغيض وغير اللائق عن النباتية في الصحف البريطانية». ووضح الاستطلاع وجود 397 مقالة في الصحف تحوي مصطلحات كـ «النباتية» و«النباتيون»، ووجد الباحثون أن 74.3% من هذه المصطلحات استخدمت بشكل سلبي، و20.2% من المصطلحات المستخدمة تشير إلى النباتية بشكل محايد. بينما وجد الباحثون أن 5.5% فقط من المصطلحات كانت تحمل دلالات إيجابية.
ونعود للمقالات التي تتحدث عن النباتية بشكل سلبي، فهي تسخر من النباتية، وتعتبرها نوعاً من التزهد، وبالتالي تصف اتِباع هذا المذهب بالصعب والشاق. ومنهم من وصف النباتية بالموضة الجديدة، وصوّروا النباتيين على أنهم أناس عدائيون.
تدعي لاورا رايت Laura Wright أن وسائل الإعلام والبرامج الحوارية تسيء فهم الحمية النباتية. وغالباً ما تقوم وسائل الإعلام باستغلال مواقف تسيء فيها إلى النباتية، كموت الأطفال بسبب الحمية النباتية، وتتجاهل سبب الموت الرئيسي وهو إهمال حاجات الأطفال. ووفقاً لكريستوف تريني Christophe Traïni، يحاول بعض الناشطين البناتيين تصوير أنفسهم كأقلية مضطهدة تثور في وجه رهاب النباتية.
طُرح هذا الموضوع في المؤتمر العالمي لحقوق الحيوان عام 2013، حيث تحدثت الممثلة والمنتجة جولا كورا Jola Cora في عن رهاب النباتية في عرض تقديمي بعنوان «ما هو رهاب النباتية؟».
تعد كراهية النباتيين مبتذلة ومعروفة بشكل واسع، خاصة في المجتمعات الغربية. لكن المعلومات والدراسات حولها قليلة جداً.قام موقع وتطبيق Lifesum المهتم بأمور الصحة وخسارة الوزن بإجراء دراسة إحصائية شارك فيها النباتيون من المملكة المتحدة والولايات المتحدة الأمريكية. وبينت الدراسة أن 8 من أصل 10 نباتيين شملهم الاستطلاع قد تعرضوا لـ «رهاب النباتيين» الذي وُصف بالتحامل والإجحاف بحقهم. ووجد الاستطلاع أن 92% من المشاركين تعرضوا للرهاب حتى من عائلتهم وأصدقائهم. وتعرض 59% منهم إلى الرهاب أثناء تناولهم الطعام خارج المنزل، و55% في مكان العمل، و21% أثناء